# Короа
Короа (на английски: Koroa) е северноамериканско индианско племе, което по време на идването на първите французи живее в района на долното течение на река Язу в днешно Мисисипи като територията им се разширява в югоизточен Арканзас и североизточна Луизиана.

## Език
Предполага се, че езикът на короа е език туника. Доказателства за това са самото им име и тесните им отношения с племената по река Язу, както и наличието на звука „р“ в езика им, който е характерен за туника.

## История
Короа може би са племето „колигуа (кологоа)“, което се среща с Ернандо де Сото през 1541 г., близо до днешния Бейнтсвил – Арканзас. Първата им поява под името короа е през 1673 г. В разказите на Рене Робер дьо Ла Сал от 1682 г. се споменава, че имат 5 села източно от Мисисипи, на юг от натчезките села. През 1690 г. Анри дьо Тонти ги среща в югоизточен Арканзас и североизточна Луизиана. През 1699 г. селата им са разположени близо до племето язу в долното течение на река Язу. Година по-късно се споменава, че живеят североизточно от племето уашита в североизточна Луизиана. По време на въстанието на натчезите през 1729 г., короа и язу унищожават френския гарнизон и йезуитската мисия на река Язу. След въстанието оцелелите се присъединяват към натчезите, чикасо и други племена.